# Man-Proof
Man-Proof è un film del 1938 diretto da Richard Thorpe e basato sul romanzo The Four Marys scritto da Fannie Heaslip Lea nel 1937.